# Киргистан на Светском првенству у атлетици на отвореном 2011.
Киргистан је учествовао на 13. Светском првенству у атлетици на отвореном 2011. одржаном у Тегуу од 27. августа до 4. септембра десети пут, односно учествовао је под данашњим именом на свим првенствима од 1993. до данас. Репрезентацију Киргистана представљало је двоје атлетичара (1 мушкарац и 1 жена), који су се такмичили у две дисциплине (1 мушка и 1 женска). , 
На овом првенству Киргистан није освојио ниједну медаљу. Није било нових националних, личних и рекорда сезоне.

## Учесници
| Мушкарци: - Дмитриј Иљин — 100 м | Жене: - Викторија Полудина — 5.000 м |  |

## Резултати

### Мушкарци
| Атлетичар    | Дисциплина | Лични рекорд | Квалификације | Квалификације | Квалификације | Квалификације | Четвртфинале         | Четвртфинале         | Финале               | Финале       | Детаљи |
| Атлетичар    | Дисциплина | Лични рекорд | Резултат      | Место         | Резултат      | Место         | Резултат             | Место                | Резултат             | Место        | Детаљи |
| ------------ | ---------- | ------------ | ------------- | ------------- | ------------- | ------------- | -------------------- | -------------------- | -------------------- | ------------ | ------ |
| Дмитриј Иљин | 100 м      | 10,60        | 10,86         | 2. у гр. 4 КВ | 11,00         | 8. у чф. 3    | Није се квалификовао | Није се квалификовао | Није се квалификовао | 52 / 73 (74) |        |

### Жене
| Атлетичарка        | Дисциплина | Лични рекорд | Квалификација | Квалификација | Полуфинале | Полуфинале | Финале                | Финале       | Детаљи |
| Атлетичарка        | Дисциплина | Лични рекорд | Резултат      | Место         | Резултат   | Место      | Резултат              | Место        | Детаљи |
| ------------------ | ---------- | ------------ | ------------- | ------------- | ---------- | ---------- | --------------------- | ------------ | ------ |
| Викторија Полудина | 5.000      | 15:29,28 НР  | 16:32,68 ЛРС  | 10. у гр. 2   |            |            | Није се квалификовала | 21 / 22 (23) |        |